# Vigeois
Vigeois är en kommun i departementet Corrèze i regionen Nouvelle-Aquitaine i de centrala delarna av Frankrike. Kommunen ligger  i kantonen Vigeois som tillhör arrondissementet Brive-la-Gaillarde. År 2022 hade Vigeois 1 295 invånare.

## Befolkningsutveckling
Antalet invånare i kommunen Vigeois
Referens:INSEE